# Daibutsu
Daibutsu (大仏) est un mot japonais signifiant littéralement « Grand Bouddha ». Au Japon, il désigne une grande statue du Bouddha historique Siddhartha Gautama, ou de l'une de ses précédentes incarnations. Souvent en bronze, les Daibutsu peuvent aussi être faits en d'autres matériaux, comme le bois, le métal ou la pierre. On les trouve dans des espaces extérieurs ou dans des temples bouddhistes.

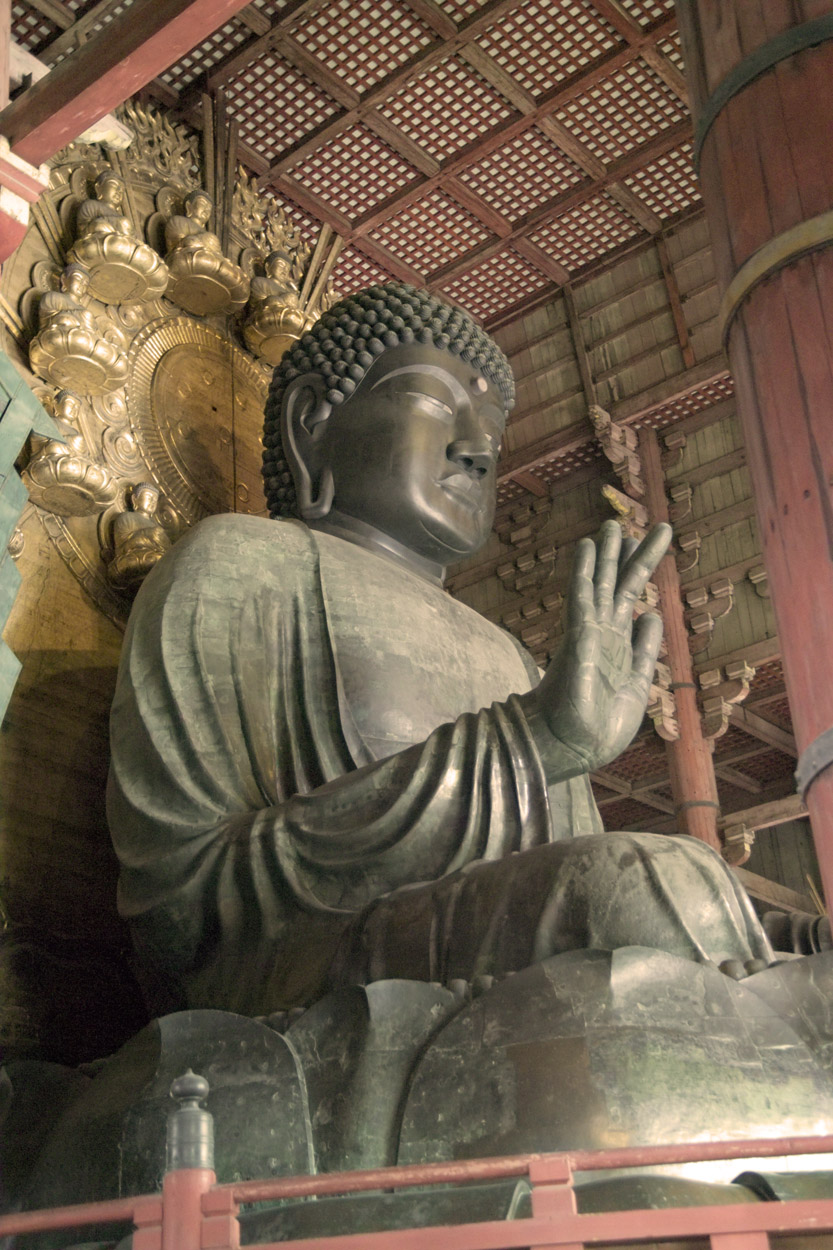
Daibutsu de Tōdai-ji, Nara

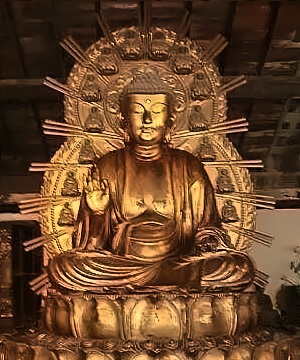
Replica of Great Buddha of Kyoto

L'un des plus célèbres daibutsu est celui de Kamakura, représentant Amda (la statue est l'objet d'un poème de Rudyard Kipling, The Buddha at Kamakura, de 1892). Mais le daibutsu le plus connu est sans doute celui du Tōdai-ji de Nara, figurant Vairocana.

## Exemples
| Image | Nom                                    | Bouddha        | Taille                                              | Date         | Municipalité | Préfecture             | Commentaire |
| ----- | -------------------------------------- | -------------- | --------------------------------------------------- | ------------ | ------------ | ---------------------- | --- |
|       | Seiryū-ji (昭和大仏)                   |                | 21,35 m                                             | 1984         | Aomori       | préfecture d'Aomori    | |
|       | Ganmen Daibutsu (岩面大仏)             |                | 16,5 m                                              |              | Hiraizumi    | préfecture d'Iwate     | Sculpture en bas-relief à Takkoku no Iwa (達谷窟) |
|       | Ushiku Daibutsu (牛久大仏)             | Amida Nyorai   | 120 m y compris la base et le lotus de Padma (20 m) | 1993         | Ushiku       | préfecture d'Ibaraki   | Plus grand daibutsu du Japon |
|       | Nihon-ji Daibutsu (日本寺大仏)         | Yakushi Nyorai | 31,05 m                                             | époque d'Edo | Kyonan       | préfecture de Chiba    | Sculpté dans les années 1780 et 90 par Jingoro Eirei Ono et ses apprentis et restauré dans sa forme actuelle en 1969. Plus grand daibutsu pré-moderne du Japon (et plus grande pierre sculptée). Le même site abrite également une autre grande sculpture de Bouddha, le Kannon Hyakushaku |
|       | Grand Bouddha de Kamagaya (鎌ヶ谷大仏) |                | 2,3 m, y compris la base (0,5 m)                    |              | Kamagaya     | préfecture de Chiba    | Plus petit daibutsu de Japon |
|       | Ancien Ueno Daibutsu (上野大仏)        | Shaka Nyorai   |                                                     | 1631         | Taitō        | Tokyo                  | Gravement endommagé par le Séisme de 1923 de Kantō et fondu pour l'effort de guerre du Pacifique |
|       | Tokyo Daibutsu (東京大仏)              |                | 13 m y compris la base                              | 1977         | Itabashi     | Tokyo                  | Pèse trente tonnes; à Jōren-ji (乗蓮寺); érigé en expiation du séisme de 1923 de Kantō et de la guerre du Pacifique |
|       | Kamakura Daibutsu (鎌倉大仏)           | Amida Nyorai   | 13,35 m                                             | c.1252       | Kamakura     | préfecture de Kanagawa | Sujet du poème The Buddha at Kamakura de Rudyard Kipling; trésor national |
|       | Takaoka Daibutsu (高岡大仏)            | Amida Nyorai   | 15,85 m                                             | 1981         | Takaoka      | préfecture de Toyama   | À Daibutsu-ji (大佛寺) |
|       | Echizen Daibutsu (越前大仏)            |                | 17 m                                                |              | Katsuyama    | préfecture de Fukui    | |
|       | Gifu Daibutsu (岐阜大仏)               | Shaka Nyorai   | 13,63 m                                             | 1828         | Gifu         | préfecture de Gifu     | |
|       | Ancien Hōkō-ji (Kyoto) ()              |                |                                                     | années 1660  | Kyoto        | préfecture de Kyoto    | Dessin de c.1691 par Engelbert Kaempfer |
|       | Nara Daibutsu (奈良大仏)               | Vairocana      | 14,98 m                                             | 752          | Nara         | préfecture de Nara     | Restauré plusieurs fois; inscrit au patrimoine mondial par l'UNESCO: Monuments historiques de l'ancienne Nara; trésor national |
|       | Asuka Daibutsu (飛鳥大仏),             | Shaka Nyorai   | 2,75 m                                              | 609          | Asuka        | préfecture de Nara     | Plus ancien daibutsu et statue bouddhiste du Japon, restaurée; bien culturel important |
|       | Ancien Hyōgo Daibutsu (兵庫大仏)       |                |                                                     | 1891         | Kobe         | préfecture de Hyōgo    | À Nōfuku-ji (能福寺); fondu en 1944 dans le cadre de l'« effort de guerre » et remplacé depuis |

## Daibutsupar hauteur
Daibutsu debout :
- 120 m : Daibutsu situé près d'Ushiku. Construit en 1995, il est actuellement le plus grand Daibutsu du Japon.

Daibutsu assis (position du lotus)
- 31,05 m : Daibutsu du Nihon-ji (Nokogiriyama), taillé dans la roche.
- 15,85 m : Daibutsu de Takaoka. Cette hauteur comprend le halo qui surplombe la tête de la statue.
- 14,18 m : Daibutsu du Tōdai-ji (Nara). Il a été fait de Projet du National de Japon (752).
- 13,70 m : Daibutsu du Shōhō-ji (Gifu).
- 13,35 m : Daibutsu du Kōtoku-in (Kamakura) (1252).

## Daibutsudétruits
Au cours de l'Histoire, de nombreux Daibutsu ont été très abimés voire détruits, souvent du fait des tremblements de terre ou des incendies provoqués par ceux-ci. Ils sont donc régulièrement restaurés ou totalement recréés.
On peut tout de même noter que le Daibutsu du Hōkō-ji à Kyōto n'a toujours pas été rebâti depuis sa destruction dans les années 1970.